# Sula
Sula (în ucraineană Сула) este localitatea de reședință a comunei Sula din raionul Sumî, regiunea Sumî, Ucraina.

## Demografie
Componența lingvistică a localității Sula
     Ucraineană (92,16%)
     Rusă (7,19%)
     Alte limbi (0,44%)
Conform recensământului din 2001, majoritatea populației localității Sula era vorbitoare de ucraineană (92,16%), existând în minoritate și vorbitori de rusă (7,19%).